# آلویس هابا

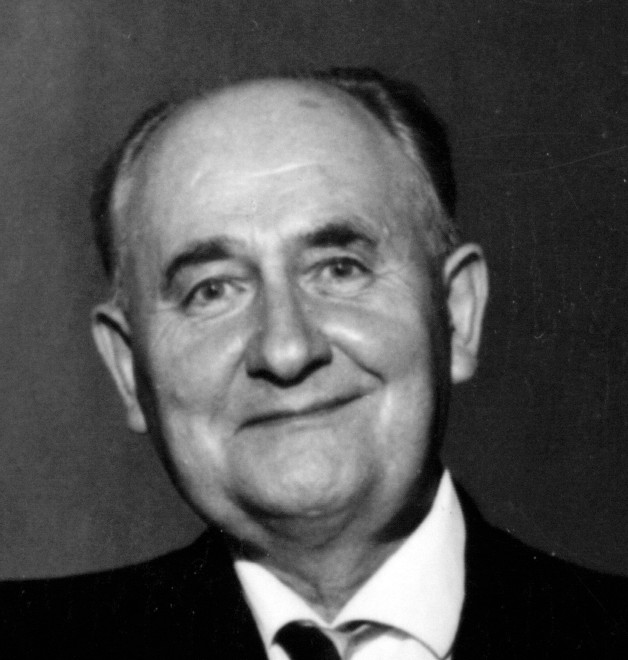

آلویس هابا (انگلیسی: Alois Hába) (زادهٔ ۲۱ ژوئن ۱۹۸۳  — درگذشتهٔ ۱۸ نوامبر ۱۹۷۳ ) آهنگساز و نظریه‌پرداز موسیقی اهل جمهوری چک بود. قسمتی از شهرت او بابت آهنگسازی با استفاده از نظام کوک خالص بود.